# 刘伯庄 (唐朝)
刘伯庄（?—?），唐朝徐州彭城县（今江苏省徐州市）人。
唐太宗贞观年间，被任命为国子助教。与其舅太学博士侯孝遵都担任弘文馆学士，当时以他们为荣。转任国子博士，其后又和许敬宗等参与修著《文思博要》和《文馆词林》。唐高宗龙朔年间，兼授崇贤馆学士。撰写《史记音义》、《史记地名》、《汉书音义》各二十卷，行于当世。所著书达百余篇。其子刘之宏，传父业。武则天时，以著作郎兼修国史。担任相王府司马时去世。唐睿宗即位，以故吏赠秘书少监。